# Grayson Boucher
Grayson "The Professor" Boucher (Keizer, Oregón, 10 de junio de 1984) es un actor, creador de contenidos en Youtube y exjugador profesional de baloncesto estadounidense. Surgido del ambiente del streetball, ha ganado fama gracias a su canal de YouTube en el que sube vídeos mostrando sus habilidades para el baloncesto en partidos reales y en el que realiza sesiones de entrenamiento con jugadores de la NBA.

## Trayectoria como jugador
Boucher jugó para los Celtics de la McNary High School y para los Crusaders de la Salem Academy durante su época en la escuela secundaria. Al no recibir ofertas de becas deportivas para asistir a una universidad, se enroló en el Chemeketa Community College, en Salem, Oregón, donde tuvo la oportunidad de jugar una temporada en la NJCAA con el Storm, el equipo de la institución.
En 2003 asistió como espectador al tour del equipo de streetball de AND1 cuando visitó Portland. En esa ocasión jugó como oponente, causando una buena impresión entre los asistentes, por lo que terminó siendo reclutado por la organización.
Boucher fue miembro del AND1 Mix Tape tour hasta 2010, recibiendo allí su apodo de "The Professor". Tuvo como compañeros a Phillip Champion, Taurian Fontenette y Rafer Alston entre otros. 
Asimismo disputó una temporada de la International Basketball League tras ser fichado en febrero de 2006 por el Salem Stampede, y actuó con el equipo Atlanta Krunk de la Continental Basketball Association -propiedad del rapero Freedom Williams- entre noviembre de 2007 y enero de 2008.
Tras alejarse de AND1, Boucher formó parte del equipo de streetball Ball Up con el que giró por el mundo hasta 2014. Posteriormente jugó como invitado especial en equipos de exhibición como los Court Kingz.

## Trayectoria en los medios
Además de los documentales y comerciales que filmó cuando formaba parte de AND1 y Ball Up, y de los segmentos del programa Streetball de ESPN2 en los que aparece entre 2003 y 2008, Boucher actuó en las películas Semi-Pro, She Ball y Garra, y protagonizó el largometraje independiente Ball Don't Lie, estrenado en 2008 en el Festival de Cine de Tribeca.
Es un personaje jugador de los videojuegos 3on3 Freestyle y NBA Live 19.
En julio de 2013 subió un video a su canal de YouTube en el que se lo ve jugando en una cancha al aire libre vestido como Spiderman. Ese vídeo se viralizó, convirtiéndolo en una celebridad de Internet. En 2018 otro vídeo suyo en el que registró su visita a la Penitenciaría Estatal de Nebraska para jugar contra los internos resultó también ampliamente viralizado. Sin embargo el contenido más popular de su canal son los vídeos en los que se lo ve enfrentando en canchas públicas a jugadores locales que alardean con ser mejores que él, a veces disfrazado de nerd, de empleado de McDonald's o de Santa Claus. Entre los jugadores de la NBA que han aparecido en su canal surgen los nombres de Jason Williams, Mac McClung, Paul George, Damian Lillard y James Harden.